# Justine (Ardennes)
Pour les articles homonymes, voir Justine.
Justine est une localité de Justine-Herbigny et une ancienne commune française, située dans le département des Ardennes en région Grand Est.
Elle fusionne avec la commune de Herbigny, le 15 février 1965, pour former la commune de Justine-Herbigny.

## Géographie
La commune avait une superficie de 6,53 km2.

## Histoire
Justine est un village construit au début du XIIIe siècle par le chapitre de la cathédrale de Reims dans son domaine  des Potées (ou Pothées) — qui tient son nom de « de Potestatibus » ou propriétés, avec la notion de souveraineté.
C’est donc un des 17 villages édifiés dans la forêt du même nom, avec Aubigny, Blombay, Cernion, Chilly, Ecle (sous Marby), Étalles, Flaignes-les-Oliviers, Laval-Morency, Lépron, Logny, Marby, Marlemont, Maubert-Fontaine, Prez, Sévigny-la-Forêt et Vaux-Villaines.
Nicolas V de Rumigny — et par la suite ses successeurs — en devient l’avoué à qui le chapitre accorde dès 1215 douze deniers blancs et une poule ou un chapon à recevoir annuellement de chaque famille des villages nouveaux. De son côté, l’avoué promet aux chanoines aide et assistance pour les constructions projetées et aux habitants son appui et protection.
Par arrêté préfectoral du 30 janvier 1965, la commune de Justine est fusionnée, le 15 février 1965, avec la commune d’Herbigny, pour former la commune de Justine-Herbigny. L'ancienne commune devient le chef-lieu de la nouvelle commune.

## Administration
| Période                                  | Période | Identité | Étiquette | Qualité |
| ---------------------------------------- | ------- | -------- | --------- | ------- |
| Les données manquantes sont à compléter. |         |          |           |         |
|                                          |         |          |           |         |

## Démographie
| 1793 | 1800 | 1806 | 1821 | 1831 | 1836 | 1841 | 1846 | 1851 |
| ---- | ---- | ---- | ---- | ---- | ---- | ---- | ---- | ---- |
| 294  | 337  | 332  | 371  | 417  | 408  | 424  | 414  | 395  |

| 1856 | 1861 | 1866 | 1872 | 1876 | 1881 | 1886 | 1891 | 1896 |
| ---- | ---- | ---- | ---- | ---- | ---- | ---- | ---- | ---- |
| lac. | lac. | 331  | 336  | 305  | 293  | 256  | 256  | 256  |

| 1901 | 1906 | 1911 | 1921 | 1926 | 1931 | 1936 | 1946 | 1954 |
| ---- | ---- | ---- | ---- | ---- | ---- | ---- | ---- | ---- |
| 257  | 268  | 255  | 206  | 196  | 174  | 166  | 182  | 150  |

| 1962 | - | - | - | - | - | - | - | - |
| ---- | - | - | - | - | - | - | - | - |
| 113  | - | - | - | - | - | - | - | - |

Histogramme

(élaboration graphique par Wikipédia)